# 渡邉新太
渡邉 新太（わたなべ あらた 、1995年8月5日 - ）は、新潟県新潟市西区出身のプロサッカー選手。Jリーグ・水戸ホーリーホック所属。ポジションはフォワード。

## クラブ経歴

### プロ入り前
アルビレックス新潟の下部組織の出身。2014年より流通経済大学へ進学し、サッカー部へ入部。2017年8月17日には特別指定選手として新潟に選手登録され、リーグ戦へのベンチ入りも経験した。

### アルビレックス新潟
2018年、アルビレックス新潟に加入した。5月3日、第12節のツエーゲン金沢戦でプロ入り初得点を決めると、第13節の大分トリニータ戦、第14節のジェフユナイテッド千葉戦にかけて3試合連続得点を決めた。また、第39節のFC町田ゼルビア戦では自身初となる2得点を決めるなど、この年は大卒1年目ながらリーグ戦10得点を決めてチーム得点王となった。
翌2019年もリーグ戦37試合に出場、2020年はキャリアハイペースでゴールを量産しリーグ戦7得点を記録していたが、9月に右足第五中足骨骨折により離脱、そのまま復帰することなくシーズンを終えた。

### 大分トリニータ
2021年、大分トリニータに完全移籍で加入。プロ4年目にして初のJ1リーグでのプレーとなった。J1第1節の徳島ヴォルティス戦で先発起用され、J1初得点を記録した。
大分在籍4年目を迎えた2024年、キャプテンに就任した。この年で契約満了となった。

### 水戸ホーリーホック
2025年、水戸ホーリーホックに加入した。

## 所属クラブ
- 真砂サッカー少年団（新潟市立真砂小学校）
- FC五十嵐ジュニアユース（新潟市立五十嵐中学校）
- 2011年 - 2013年 アルビレックス新潟ユース（開志学園高等学校）
- 2014年 - 2017年 流通経済大学
  - 2014年 クラブ・ドラゴンズ
  - 2017年  アルビレックス新潟 (特別指定選手）
- 2018年 - 2020年  アルビレックス新潟
- 2021年 - 2024年  大分トリニータ
- 2025年 -  水戸ホーリーホック

## 個人成績
| 国内大会個人成績 | 国内大会個人成績 | 国内大会個人成績 | 国内大会個人成績 | 国内大会個人成績 | 国内大会個人成績 | 国内大会個人成績 | 国内大会個人成績 | 国内大会個人成績 | 国内大会個人成績 | 国内大会個人成績 | 国内大会個人成績 |
| 年度             | クラブ           | 背番号           | リーグ           | リーグ戦         | リーグ戦         | リーグ杯         | リーグ杯         | オープン杯       | オープン杯       | 期間通算         | 期間通算         |
| 年度             | クラブ           | 背番号           | リーグ           | 出場             | 得点             | 出場             | 得点             | 出場             | 得点             | 出場             | 得点             |
| 日本             | 日本             | 日本             | 日本             | リーグ戦         | リーグ戦         | リーグ杯         | リーグ杯         | 天皇杯           | 天皇杯           | 期間通算         | 期間通算         |
| ---------------- | ---------------- | ---------------- | ---------------- | ---------------- | ---------------- | ---------------- | ---------------- | ---------------- | ---------------- | ---------------- | ---------------- |
| 2014             | ドラゴンズ       | 19               | 関東2部          | 9                | 4                | -                | -                | -                | -                | 9                | 4                |
| 2015             | 流経大           | 14               | -                | -                | -                | -                | -                | 2                | 0                | 2                | 0                |
| 2018             | 新潟             | 16               | J2               | 35               | 10               | 3                | 0                | 2                | 0                | 40               | 10               |
| 2019             | 新潟             | 11               | J2               | 37               | 5                | -                | -                | 0                | 0                | 37               | 5                |
| 2020             | 新潟             | 11               | J2               | 20               | 7                | -                | -                | -                | -                | 20               | 7                |
| 2021             | 大分             | 16               | J1               | 31               | 4                | 3                | 0                | 5                | 2                | 39               | 6                |
| 2022             | 大分             | 16               | J2               | 25               | 4                | 1                | 2                | 0                | 0                | 26               | 6                |
| 2023             | 大分             | 11               | J2               | 19               | 2                | -                | -                | 0                | 0                | 19               | 2                |
| 2024             | 大分             | 11               | J2               | 27               | 5                | 0                | 0                | 2                | 0                | 29               | 5                |
| 2025             | 水戸             | 7                | J2               |                  |                  |                  |                  |                  |                  |                  |                  |
| 通算             | 日本             | 日本             | J1               | 31               | 4                | 3                | 0                | 5                | 2                | 39               | 6                |
| 通算             | 日本             | 日本             | J2               | 163              | 33               | 4                | 2                | 4                | 0                | 171              | 35               |
| 通算             | 日本             | 日本             | 関東2部          | 9                | 4                | -                | -                | -                | -                | 9                | 4                |
| 通算             | 日本             | 日本             | 他               | -                | -                | -                | -                | 2                | 0                | 2                | 0                |
| 総通算           | 総通算           | 総通算           | 総通算           | 203              | 41               | 7                | 2                | 11               | 2                | 221              | 45               |

- 2017年は特別指定選手（背番号37、出場なし）

その他公式戦
- 2022年
  - J1参入プレーオフ - 1試合0得点

出場歴
- Jリーグ初出場 - 2018年3月25日 J2第4節 横浜FC戦（ニッパツ三ツ沢球技場）
- Jリーグ初得点 - 2018年5月3日 J2第12節 ツエーゲン金沢戦（石川県西部緑地公園陸上競技場）

## タイトル

### クラブ
流通経済大学
- 全日本大学サッカー選手権大会（2017年）

## 選抜歴
- 2015年 全日本大学選抜
- 2016年 全日本大学選抜